# Kupsafalva község
Kupsafalva község (románul: Comuna Cupșeni) község Máramaros megyében, Romániában. Központja Kupsafalva, beosztott falvai Kosztafalva, Libaton, Nemesbudafalva.

## Népessége
A 2011-es népszámlálás adatai alapján a község népessége 3581 fő volt.